# Tegart's Wall

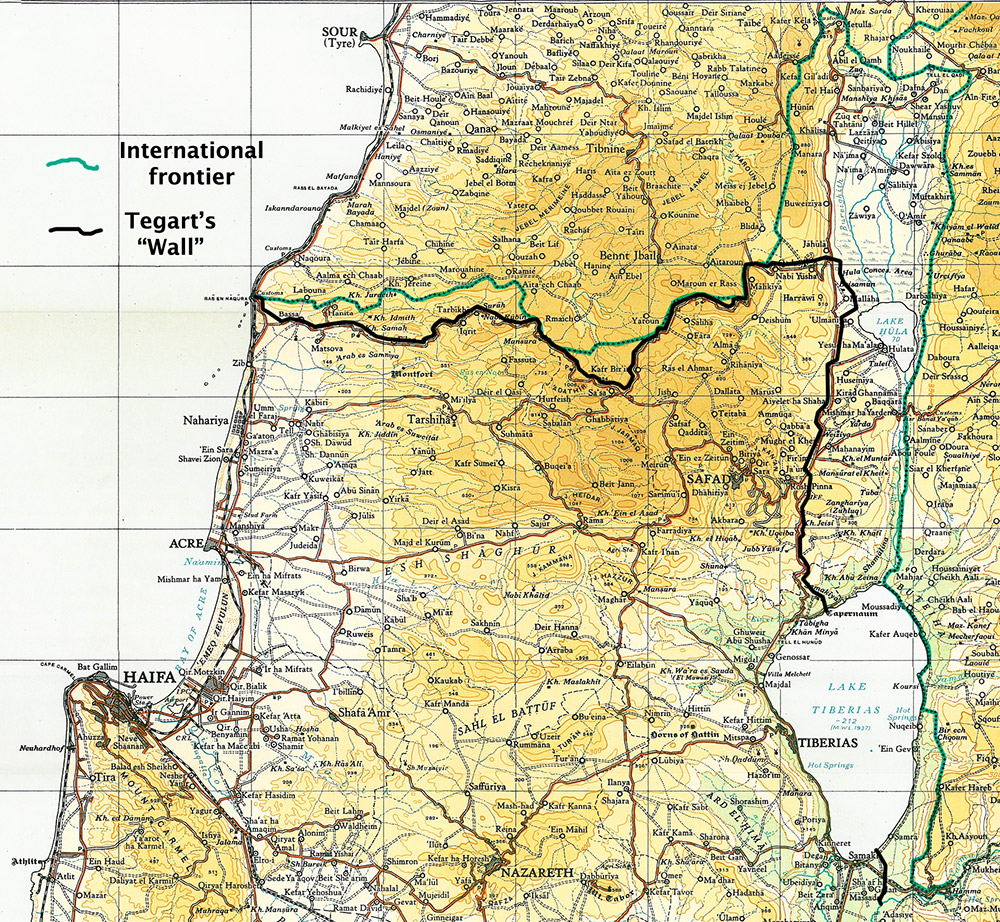
"Tegart's Wall", Palestina 1938-1940

Tegart's Wall was een hek met prikkeldraad dat in mei-juni 1938 door de Britse Mandaatautoriteiten in Boven-Galilea nabij de noordgrens van het gebied werd opgericht om te voorkomen dat militanten zouden infiltreren vanuit het door Frankrijk gecontroleerde Mandaat Libanon en Syrië om zich aan te sluiten bij de 1936-1939 Arabische opstand in Palestina . Na verloop van tijd omvatte het beveiligingssysteem verder politieforten, kleinere versterkte posities van het type bunker en bereden politiecommandanten die erlangs patrouilleerden. Het werd beschreven als een "ingenieuze oplossing voor de aanpak van terrorisme in Mandaat Palestina". 

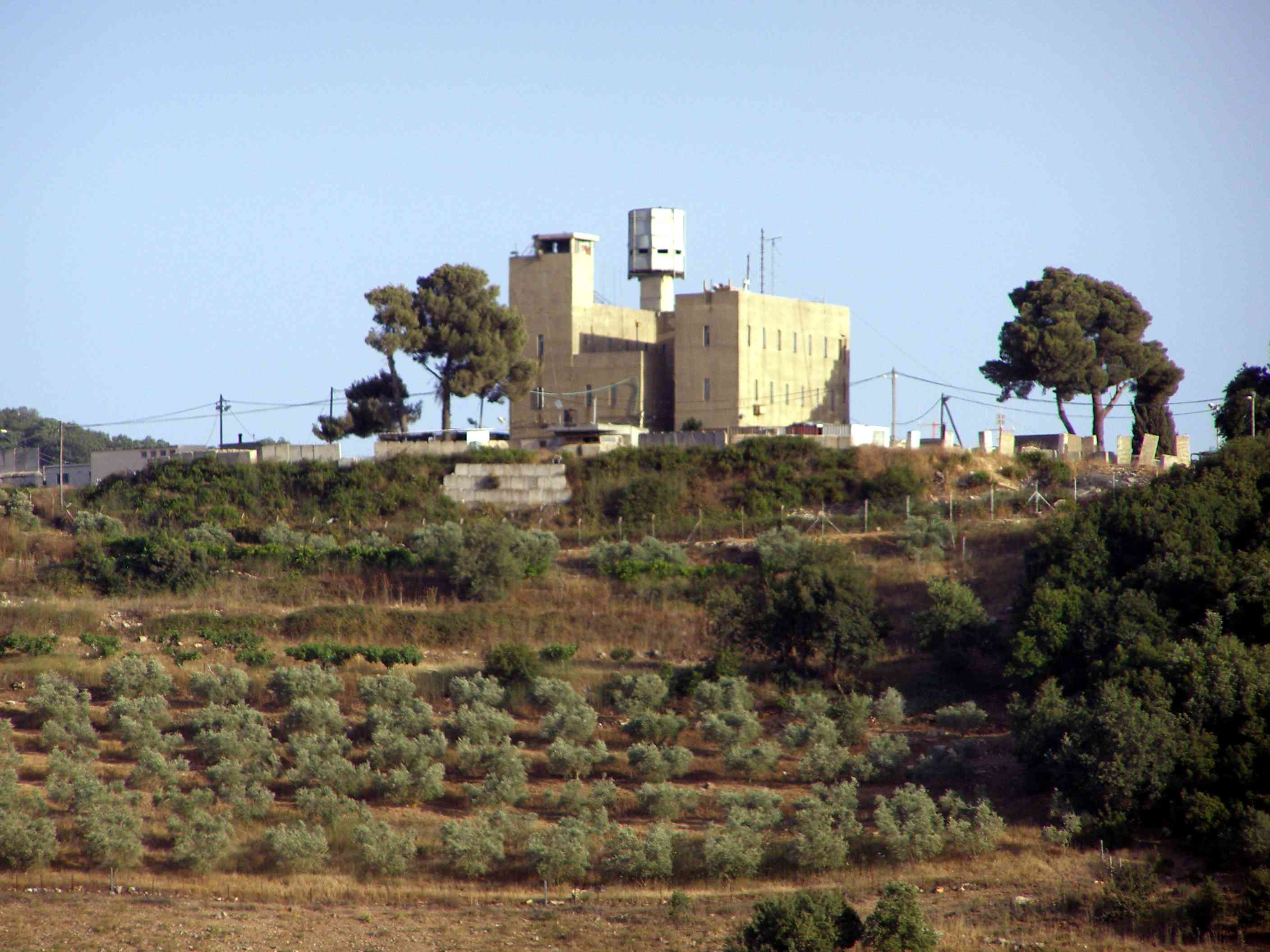
Tegart fort in Kibbutz Sasa

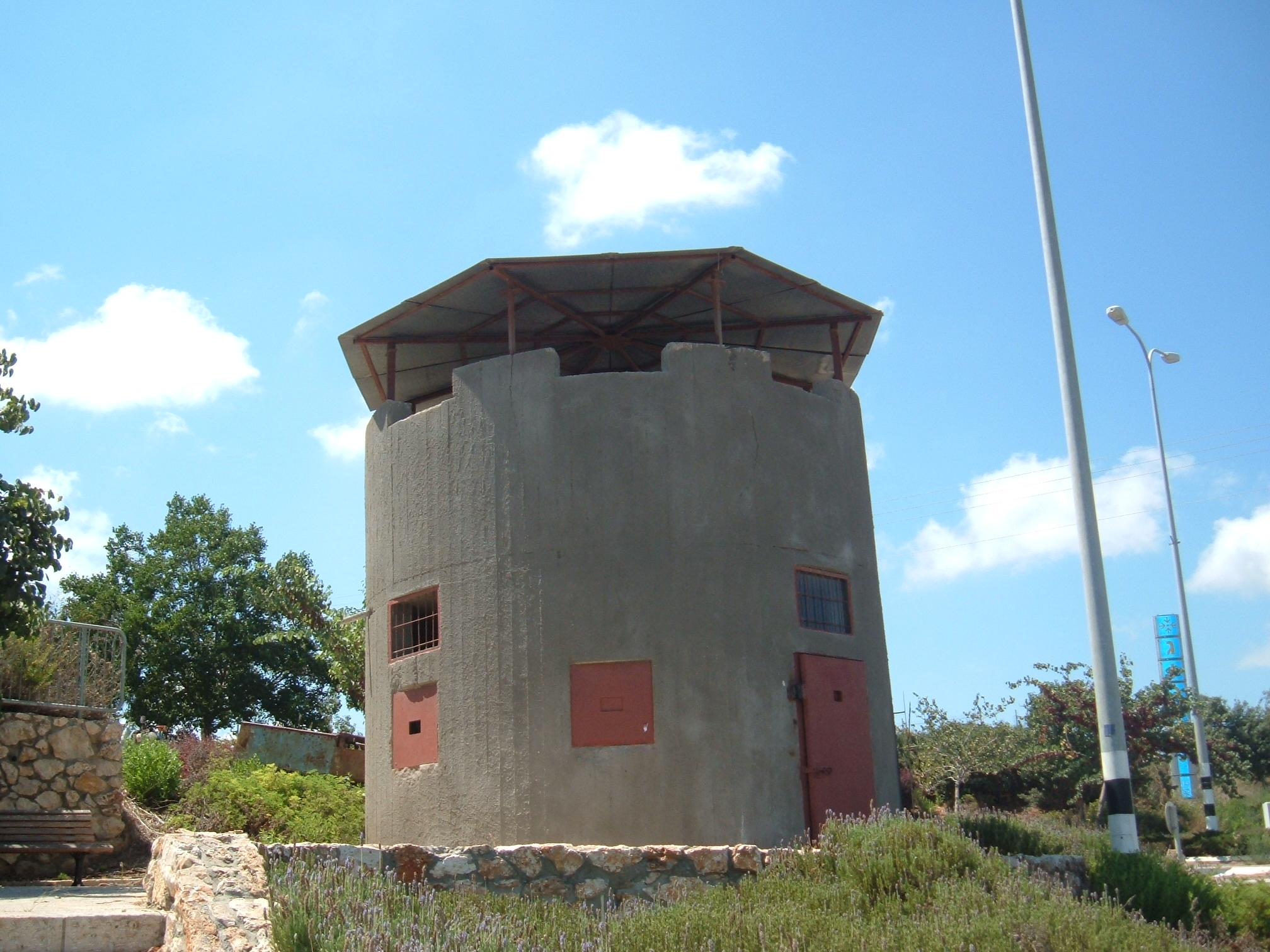
Bunker gebouwd langs de route van Tegart's Wall, nog steeds overeind in de buurt van de industriezone van Goren, Noord-Israël

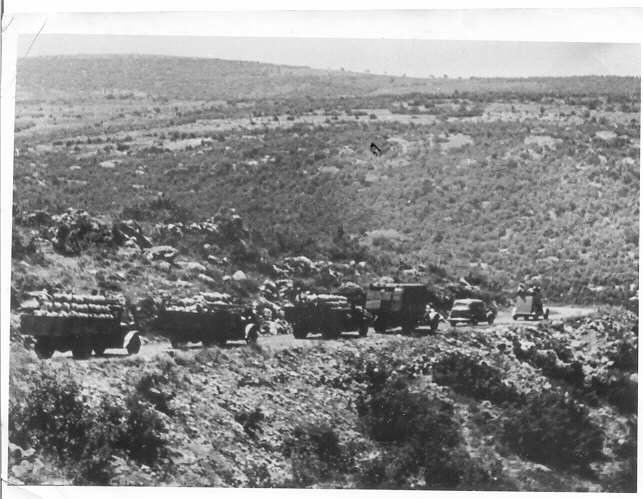
Arbeiders bouwen Tegart's Wall, 1938

De muur werd gebouwd op advies van Charles Tegart, adviseur van de Palestijnse regering over de onderdrukking van het terrorisme. In zijn eerste rapport schreef Tegart dat de grens onder de heersende topografische omstandigheden niet over het grootste deel van zijn lengte kon worden verdedigd.   De barrière werd gespannen van Ras en Naqura aan de Middellandse Zeekust naar de noordelijke rand van het Tiberias-meer voor een bedrag van 450.000 Amerikaanse dollar. Het omvatte een drie meter lange prikkeldraadomheining die grofweg de grens tussen Palestina en Libanon volgde, maar de panhandle van Galilea bleef aan de buitenkant. Voordat het hek voltooid was, "viel een groep Arabische terroristen neer op een deel van het hek... scheurde het open en voerde het over de grens naar Libanon." 
Langs de route van het hek werden vijf Tegart-forten en twintig bunkers gebouwd. Desalniettemin kwamen de infiltranten gemakkelijk over het hek heen en ontweken mobiele patrouilles langs de grensweg. 
De barrière, die zowel legale als illegale handel belemmerde, werd bekritiseerd door de lokale bewoners aan beide zijden van de grens, omdat de muur weilanden en privégebied doorkruisde. Nadat de opstand in 1939 was onderdrukt, werd de muur afgebroken. 